# Gymnophthalmidae
Gymnophthalmidae är en familj av fjällbärande kräldjur som endast förekommer i nya världen. Utbredningsområdet sträcker sig från södra Mexiko till Argentina.

## Kännetecken
De flesta arterna i familjen har jämfört med andra ödlor en mera långsträckt kroppsform. Några arter påminner starkt om egentliga ödlor i utseende. Med undantag av vissa geckoödlor utgör Gymnophthalmidae de minsta ödlorna i Central- och Sydamerika. Hos en del släkten reducerades oberoende av varandra extremiteternas längd och hos några släkten (till exempel hos Calyptommatus) saknas de främre eller bakre extremiteterna helt. Hos släktet Bachia är extremiteterna bara rudimentära bihang, istället kan de hoppa med hjälp av svansen. Hos de flesta arter är en del av ögonlocken genomskinliga, därav kommer det vetenskapliga namnet – Gymnophthalmidae = nakna ögon.

## Levnadssätt
De flesta arterna förekommer i våta tropiska regioner, till exempel i regnskogen, men vissa arter lever i halvöknar eller i Anderna. Så förekommer Proctoporus bolivianus upp till 4 000 meter över havet. I Ecuador finns 6 arter av släktet Pholidobolus i dalgångar och på sluttningar upp till 3 000 meter över havet.
Vanligen vistas dessa ödlor på marken men en del arter klättrar i träd eller gräver under jorden. Vissa släkten som Neusticurus lever delvis i vattnet. Nära besläktade arter är ofta endast av en flod eller ett berg skilda från varandra.
Födan utgörs främst av insekter och fortplantningen sker nästan uteslutande ovipar (de lägger ägg). Hos arten Gymnophthalmus underwoodi  registrerades partenogenes. Ofta läggs äggen av flera honor i samma näste. Hos flera arter förekommer könsdimorfism men inte hos underjordiskt levande medlemmar. Ofta har hannar en större skalle och mönstren på kroppen är tydligare.

## Systematik

### Yttre systematik
Gymnophthalmidae utgör systergruppen till familjen tejuödlor (Teiidae) och vissa zoologer räknar artikelns djurgrupp som underfamilj till tejuödlor. Traditionellt räknades Gymnophthalmidae till den systematiska gruppen Scincomorpha. Nyare molekylärgenetiska undersökningar visade däremot att överfamiljen Teiformata som bildas av Gymnophthalmidae och tejuödlor utgör systergruppen till den systematiska gruppen Lacertibaenia. Lacertibaenia bildas av de egentliga ödlorna (Lacertidae) och masködlor (Amphisbaenia). Den klad som sammanfattar alla fyra familjer kallas Laterata.

### Inre systematik
För närvarande skiljs mellan omkring 200 arter fördelade på över 40 släkten.
- Underfamilj Alopoglossinae PELLEGRINO et al. 2001, godkänns ofta som familj
  - Alopoglossus  BOULENGER 1885
  - Ptychoglossus  BOULENGER 1890
- Underfamilj Cercosaurinae GRAY 1838
  - Tribus Bachini CASTOE et al. 2004
    - Bachia  GRAY 1845 

  - Tribus Cercosaurini GRAY 1838
    - Anadia  GRAY 1845
    - Cercosaura  WAGLER 1830 (incl. Prionodactylus & Pantodactylus)
    - Echinosaura  BOULENGER 1890
    - Euspondylus  TSCHUDI 1845
    - Macropholidus  NOBLE 1921
    - Neusticurus  DUMÉRIL & BIBRON 1839
    - Opipeuter  UZZELL 1969
    - Petracola  DOAN & CASTOE 2005
    - Potamites  DOAN & CASTOE 2005
    - Pholidobolus  PETERS 1862
    - Placosoma  TSCHUDI 1847
    - Proctoporus  TSCHUDI 1845
    - Riama  GRAY 1858
    - Riolama  UZZELL 1973
    - Teuchocercus  FRITTS & SMITH 1969
- Underfamilj Ecpleopinae FITZINGER 1843
  - Amapasaurus  CUNHA 1970
  - Anotosaura  AMARAL 1933
  - Arthrosaura  BOULENGER 1885
  - Colobosauroides  CUNHA & LIMA VERDE 1991
  - Dryadosaura  RODRIGUES, et al. 2005
  - Ecpleopus  DUMÉRIL & BIBRON 1839
  - Leposoma  SPIX 1825
- Underfamilj Gymnophthalminae MERREM 1820
  - Tribus Heterodactylini (fide PELLEGRINO et al. 2001)
    - Acratosaura  RODRIGUES et al. 2007
    - Alexandresaurus  RODRIGUES et al. 2007
    - Colobodactylus  AMARAL 1933
    - Colobosaura  BOULENGER 1887
    - Heterodactylus  SPIX 1825
    - Iphisa  GRAY 1851
    - Stenolepis  BOULENGER 1888 (räknas tillfällig till Heterodactylini)

  - Tribus  Gymnophthalmini (fide PELLEGRINO et al. 2001)
    - Calyptommatus  RODRIGUES 1991
    - Gymnophthalmus  MERREM 1820
    - Micrablepharus  DUNN 1932
    - Nothobachia  RODRIGUES 1984
    - Procellosaurinus  RODRIGUES 1991
    - Psilophthalmus  RODRIGUES 1991
    - Tretioscincus  COPE 1862
    - Vanzosaura  RODRIGUES 1991